# سواویناندریانا، مانجاکندریانا
سواویناندریانا (به لاتین: Soavinandriana) یک منطقهٔ مسکونی در ماداگاسکار است که در Manjakandriana District واقع شده‌است.
 سواویناندریانا  ۳٬۰۰۰ نفر جمعیت دارد و ۱٬۳۴۰ متر بالاتر از سطح دریا واقع شده‌است.